# Kuchinoerabu-jima
Kuchinoerabu-jima (jap. 口永良部島) ist eine der Satsunan-Inseln und wird innerhalb dieser Inselgruppe den Ōsumi-Inseln zugeordnet, die zur japanischen Präfektur Kagoshima gehören. Die Ōsumi-Inseln liegen wiederum im nördlichen Teil der 1200 km langen Ryukyu-Inselkette. Das Kanji 島 (Umschrift: Jima bzw. Shima) bedeutet Insel, daher gibt es im Deutschen noch die Schreibweisen Kuchinoerabushima und Insel Kuchinoerabu.

## Geographie, Geologie und Klima

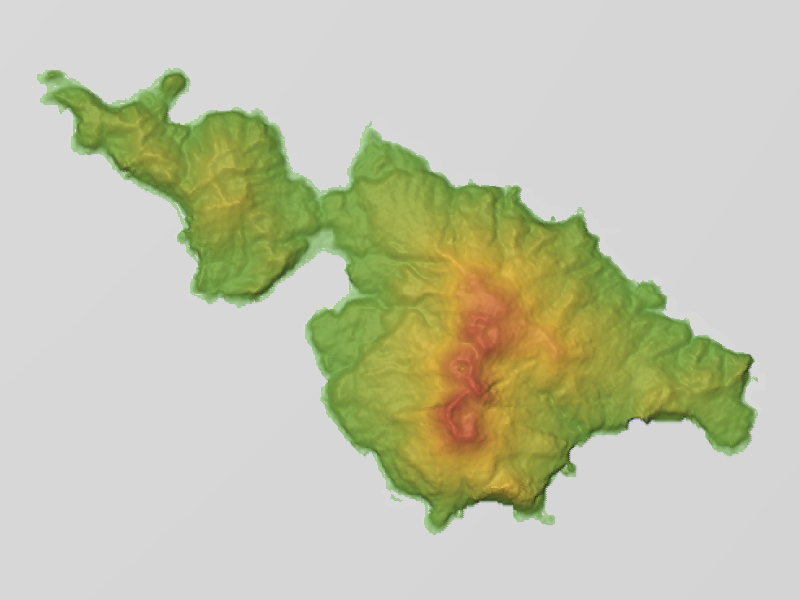
Reliefkarte

Kuchinoerabu-jima liegt 135 Kilometer (ca. 70 Seemeilen) südlich von der Präfekturhauptstadt Kagoshima. Die Insel ist vulkanischen Ursprungs und hat eine Fläche von etwa 38 Quadratkilometern, eine Länge von 12 Kilometern  und eine Breite von 5 Kilometern. Die höchsten Erhebungen der Insel sind Furudake (jap. 古岳, „alter Gipfel“, aktiver Schichtvulkan) mit einer Höhe von 657 Metern  und Shindake (jap. 新岳, dt. „neuer Gipfel“, aktiver Schichtvulkan) mit einer Höhe von 626 Metern über dem Meeresspiegel. Auf der Insel leben 137 Einwohner (Stand: 2015). Die Insel kann nur mit dem Boot erreicht werden, da sie keinen Flughafen hat. Daher gibt es eine regelmäßige Fährverbindung mit Yakushima, das etwa 15 km östlich liegt. Die Fahrzeit beträgt ca. 1 Stunde. Die Inselbewohner sind hauptsächlich von der Fischerei, der Landwirtschaft und dem saisonalen Tourismus abhängig. Die gesamte Insel liegt innerhalb der Grenzen des Yakushima-Nationalparks.
Auf der Insel gibt es zahlreiche heiße Quellen und sie hat aktive Vulkane, die in der Neuzeit mehrmals ausgebrochen sind, unter anderem am 24. Dezember 1933, als mehrere Menschen getötet wurden, als Lavamassen mehrere Dörfer begruben. Im Jahr 1980 erschienen mehrere Explosionskrater entlang einer 800 Meter langen Nord-Süd-Spalte am Hang östlich von Shindake. Shindake brach am 4. August 2014 erneut aus und erzeugte einen pyroklastischen Strom, jedoch ohne Verletzte oder Todesopfer. Der Hauptkrater brach am Morgen des 29. Mai 2015 nochmal aus, was dann zur Alarmstufe 5 und zur Evakuierung der Insel führte.
Das Klima der Insel wird als subtropisch eingestuft, die Regenzeit ist von Mai bis September.

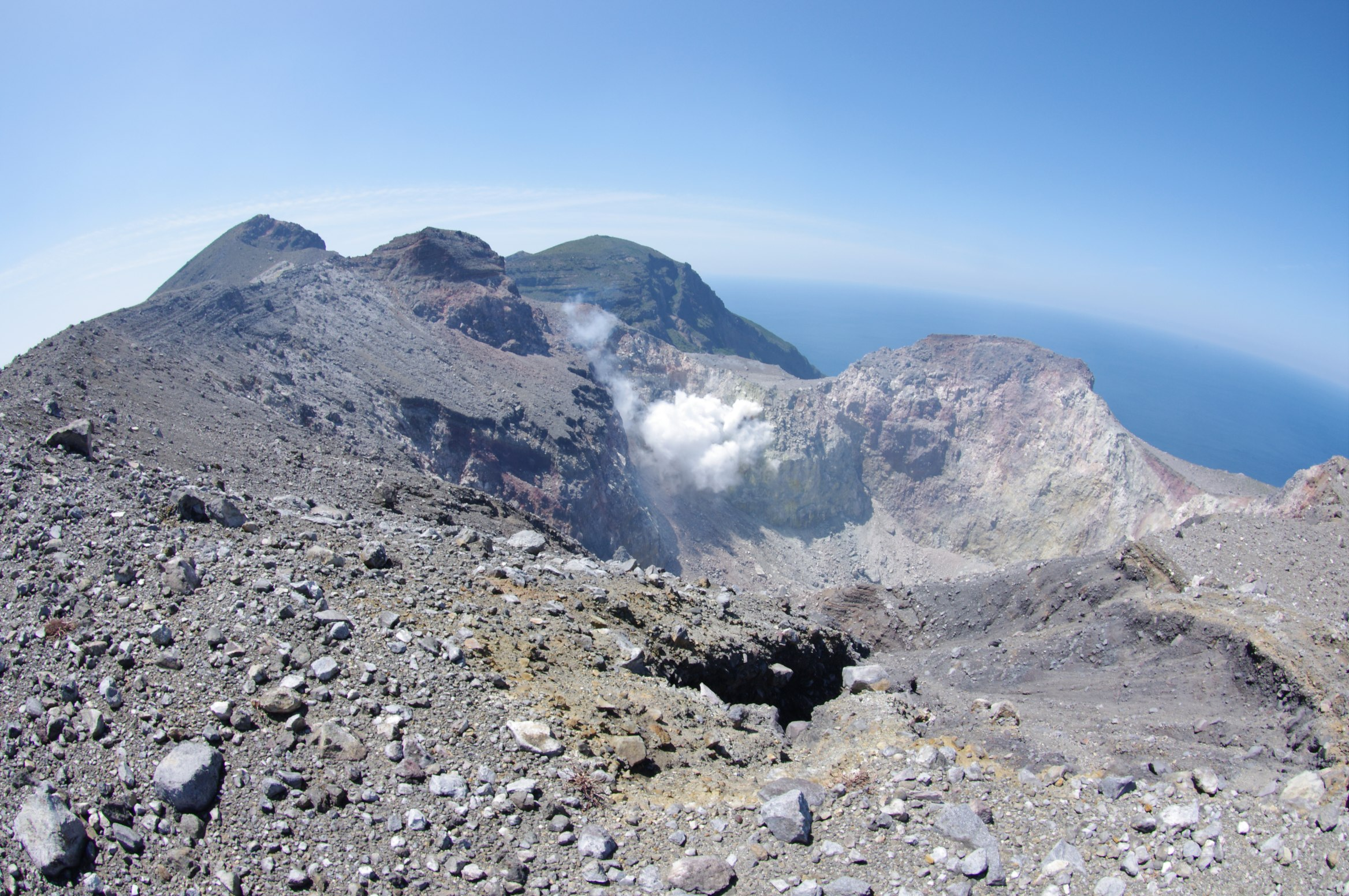
Krater des Shindake
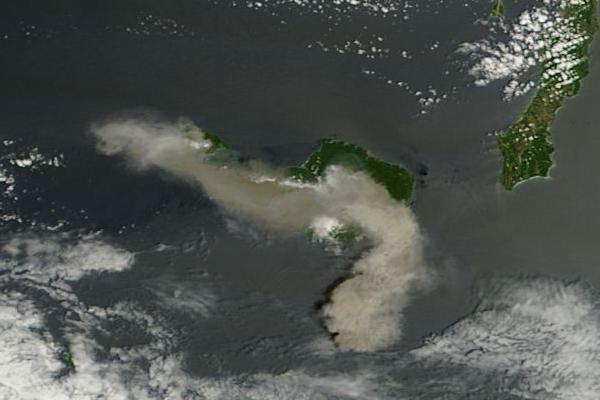
Vulkanausbruch 2015

## Geschichte
Während der Edo-Zeit wurde Kuchinoerabu-jima vom Shimazu-Klan der Satsuma-Region regiert und galt als Teil der Provinz Ōsumi. Nach der Meiji-Restauration wurde es als Dorf Kuchinoerabujima verwaltet, das einen Teil von Yakushima umfasste. Die Siedlung auf Kuchinoerabu-jima ist daher auch heute Teil der Gemeinde Yakushima der Nachbarinsel Yakushima.
Kuchinoerabu-jima ist der letzte bekannte Aufenthaltsort des vermissten amerikanischen Dichters Craig Arnold, der die Insel im April 2009 besuchte, um für ein Buch über Vulkane zu recherchieren.